# 富山県道66号高岡砺波線
富山県道66号高岡砺波線（とやまけんどう66ごう たかおかとなみせん）は、富山県高岡市と砺波市を結ぶ県道（主要地方道）である。

## 概要

### 路線データ
- 起点：富山県高岡市柴野内島字早稲田843の3[1]（西高岡駅口交差点・国道8号交点）
- 終点：富山県砺波市一番町67[2]（花園町交差点・国道156号・国道359号交点）

## 歴史
- 1960年（昭和35年）4月23日：路線認定[1]。
- 1993年（平成5年）5月11日 - 建設省から、県道高岡砺波線が高岡砺波線として主要地方道に指定される[3]。
- 2023年（令和5年）10月2日 - 終点を出町神明宮前から国道156号・国道359号交点の花園町交差点に移転し、同時に終点までの経路も変更し、砺波市道の愛称「花ぶきロード」の区間を編入し、砺波市中心部での狭隘区間を解消して全線での二車線化を実現。[4][5]。

## 路線状況

### 重複区間
- 富山県道251号本保福岡線（高岡市今市 地内）

## 地理

### 通過する自治体
- 高岡市
- 砺波市

### 交差する道路
- 国道8号（高岡市柴野内島・西高岡駅口交差点、起点）
- 富山県道254号立野鴨島線（高岡市中保・西高町交差点）
- 富山県道251号本保福岡線（高岡市今市）
- 富山県道251号本保福岡線（高岡市今市）
- 富山県道9号富山戸出小矢部線（高岡市醍醐、油屋交差点）
- 富山県道72号坪野小矢部線（砺波市小杉、小杉（東）交差点）
- 富山県道20号砺波福光線（砺波市出町中央、曳山会館前交差点）
- 国道156号・国道359号（砺波市一番町・花園町交差点、終点）

### 沿線にある施設など
- 三芝硝材 高岡西工場
- 高岡市立五位中学校
- 北陸コカ・コーラボトリング 本社
- あいの風とやま鉄道線 西高岡駅
- 北陸自動車学校
- 中越レース工業 本社・工場
- 出町子供歌舞伎曳山会館
- 砺波チューリップ公園